# Elevador da Nazaré

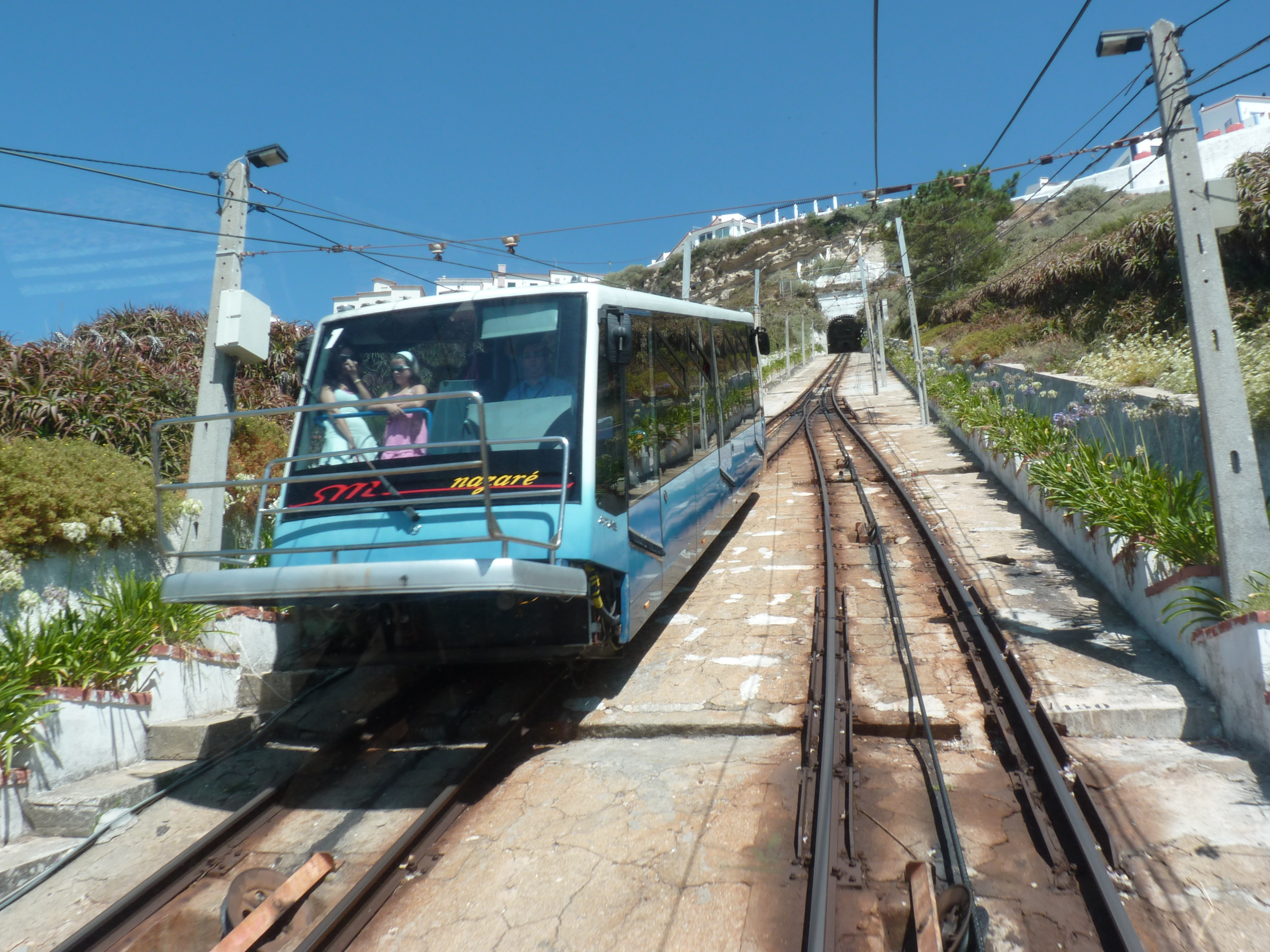
Wagonik kolejki linowo-terenowej w Nazaré

Elevador da Nazaré – kolej linowo-terenowa w Nazaré w Portugalii. Jest eksplorowany przez Urząd Miasta Nazaré i łączy centrum miasta, Praia da Nazaré, z Sítio da Nazaré. Jest to jedna z najważniejszych kolejek linowo-terenowych w całej Portugalii, o znaczącym ruchu, osiągającym milion pasażerów rocznie. Przejazd koleją w jedną stronę trwa 15 minut.